# Dolichopus blandus
Dolichopus blandus är en tvåvingeart som beskrevs av Van Duzee 1921. Dolichopus blandus ingår i släktet Dolichopus och familjen styltflugor. Inga underarter finns listade i Catalogue of Life.